# Thelypteris jarucoensis
Thelypteris jarucoensis är en kärrbräkenväxtart som beskrevs av William Ralph Maxon, Caluff, C.Sánchez. Thelypteris jarucoensis ingår i släktet Thelypteris och familjen Thelypteridaceae. Inga underarter finns listade.